# نيبيراو الأول
نيبيراو الأول، (بالإنجليزية: Nebiryraw I)‏. (أيضا Nebiriau الأول ، Nebiryerawet I) فرعون مصري قديم من السلالة السادسة عشر التي تتخذ من طيبمقر عاصمة لها، خلال الفترة الانتقالية الثانية.